# Ford Racing (franchise)
Ford Racing est une série de jeux vidéo de course composée de sept titres publiés pour diverses plateformes, dont la PlayStation, la PlayStation 2, Windows (PC) et la Xbox . Les jeux de la série Ford Racing se concentrent sur la course de voitures et de camions Ford modernes et anciens sur des pistes spécialement conçues, tout en affrontant des adversaires pilotés par l'ordinateur (et parfois pilotés par des joueurs). La série a commencé avec la sortie de Ford Racing en 2000. Le dernier jeu, intitulé Ford Racing Off Road, est sorti en 2008 ; le jeu comportait l'ajout de véhicules de Land Rover, qui appartenait à Ford à l'époque.

## Jeux vidéo

### Ford Racing(2000)
Ford Racing est sorti sur PC en novembre 2000, suivi d'une version PlayStation sortie en janvier 2001. Elite Systems a développé la version Windows, tandis que Toolbox Design a développé la version PlayStation. Les deux versions ont été publiées par Empire Interactive. Le jeu propose 12 voitures Ford, des lignes américaines et européennes et 9 pistes sur lesquelles courir. Le jeu propose un mode carrière avec plusieurs types de courses différents et la possibilité d'améliorer les voitures avec diverses améliorations. 
Selon le site de Metacritic, la version PlayStation a reçu un score de 53, tandis que la version PC a reçu un score de 51, tous deux indiquant des « avis mitigés ou moyens »,.

### Ford Racing 2(2003)
Ford Racing 2 est sorti le 28 octobre 2003 sur PlayStation 2, suivi de sorties sur Windows et Xbox plus tard dans l'année. Gotham Games et Razorworks ont développé le jeu, qui a été publié par Empire Interactive et Take-Two Interactive . Il a été publié pour Mac OS X en octobre 2004 par Feral Interactive .La suite comprend 30 voitures Ford, 16 pistes de course, la possibilité de courir en tête-à-tête, plus de 30 défis et d'autres fonctionnalités.
Selon le site de Metacritic, la version Playstation 2 a reçu un score de 51, tandis que la version Xbox a reçu un score de 62, indiquant tous deux des « avis mitigés ou moyens »,.

### Ford Racing 3(2004)
Ford Racing 3 est sorti en Europe le 29 octobre 2004, suivi d'une sortie aux États-Unis l'année suivante. Le jeu est sorti sur Windows, Playstation 2, Xbox, Game Boy Advance et Nintendo DS. Visual Impact Productions a développé les versions GBA et DS, tandis que Razorworks a développé les autres versions. Empire Interactive et Global Star Software ont publié le jeu, qui comprend 55 types différents de véhicules Ford et 14 pistes différentes.
Selon le site de Metacritic, les versions PS2 et Xbox ont reçu un score de 50 et 58 respectivement, chacune indiquant des « avis mitigés ou moyens », tandis que la version DS a un score de 49, indiquant des « avis généralement défavorables »,,.

### Ford Mustang: The Legend Lives(2005)
Ford Mustang: The Legend Lives, avec uniquement des Ford Mustangs, était le prochain jeu de la série. Il a été développé par Eutechnyx et publié par 2K Games, et sorti sur PS2 et Xbox en avril 2005. Le jeu propose 40 véhicules Mustang datant de 1964. Le jeu propose trois modes de jeu solo et comprend 22 pistes de course situées dans sept villes américaines.
Selon le site de Metacritic, la version PS2 a reçu un score de 58, tandis que la version Xbox a reçu un score de 55, toutes deux indiquant des « avis mitigés ou moyens »,.

### Ford Racing Full Blown(2006)
En 2006, Empire Interactive s'est associé à Sega Amusements Europe pour développer un jeu d'arcade basé sur la série, intitulé Ford Racing Full Blown . Le jeu est sorti en Europe en mars 2006,.

### Ford Street Racing(2006)
Ford Street Racing, développé par Razorworks, est sorti en 2006, pour Windows, PS2, PlayStation Portable (et Xbox. La version PSP a été publiée par Eidos Interactive, tandis que les autres versions ont été publiées par Empire Interactive.

### Ford Racing Off Road(2008)
Ford Racing Off Road, sorti en dehors des États-Unis sous le nom Off Road, est le dernier jeu de la série, sorti en 2008 pour Windows, PS2, PSP et Wii . Off Road a été développé par Razorworks et publié par Empire Interactive. Le jeu comprend 18 véhicules Land Rover et Ford sous licence officielle, 12 circuits détaillés et 3 environnements tout-terrain différents (Désert, Eau et Glace).
Selon le site de Metacritic, le jeu a reçu « des critiques généralement défavorables »,,,.